# Acide alpha-hydroxylé
Pour les articles homonymes, voir AHA.

Formule topologique des acides α-, β- et γ-hydroxylés

Les acides α-hydroxylés (ou AHA) sont des acides carboxyliques portant un groupe hydroxyle sur le carbone de la chaine qui suit immédiatement le carbone porteur du groupe acide carboxylique (le carbone « α ») ; leur formule générale est R1R2-C(OH)-COOH. Des sucres de fruits ou du lait peuvent servir, entre autres sources, de substrat pour les produire. Ils interviennent dans de nombreuses et importantes réactions biochimiques (par exemple le cycle de Krebs) et sont largement présents dans les êtres vivants.
Ils sont notamment utilisés par l'industrie cosmétique. Les acides α-hydroxylés les plus utilisés sont l'acide glycolique et l'acide lactique car ils ont une capacité particulière à pénétrer la peau et permettre une rejuvénation faciale au moyen de peelings.
Les cinq types d'acide α-hydroxylés trouvés le plus fréquemment dans l'industrie cosmétique sont :
| Structure | Nom systématique                             | Nom commun       | Source                           |
| --------- | -------------------------------------------- | ---------------- | -------------------------------- |
|           | acide hydroxyacétique                        | acide glycolique | canne à sucre, betterave, raisin |
|           | acide 2-hydroxypropanoïque                   | acide lactique   | lait (latin : lac)               |
|           | acide 2-hydroxy-1,4-butanedioïque            | acide malique    | pomme (latin : malum)            |
|           | acide 2,3-dihydroxybutanedioïque             | acide tartrique  | vin                              |
|           | acide 2-hydroxypropane-1,2,3-tricarboxylique | acide citrique   | citron                           |

## L'exploitation en cosmétologie naturelle
Les acides glycolique et acides lactique (AHA), sont très prisés en cosmétique pour leurs capacités à exfolier la peau et favoriser la régénération cellulaire. Ils aident à éclaircir les taches pigmentaires et à réduire les signes de vieillissement cutané. L'acide glycolique, en particulier, pénètre facilement la peau, aidant à désobstruer les pores, réduire l'excès de sébum et prévenir les boutons d'acné.
Cependant, leur utilisation doit être prudente, car ils augmentent la sensibilité au soleil et peuvent provoquer des irritations, en particulier sur les peaux sensibles. Une concentration de 10% ou moins est généralement considérée comme sûre pour un usage quotidien, idéalement avec l'utilisation d'une protection solaire. C'est d'ailleurs la recommandation de certaines marques.
A noter qu'ils sont couramment appelés "acides de fruits", parce qu'ils sont naturellement présents dans divers fruits. Par exemple, l'acide glycolique est extrait de la canne à sucre, l'acide citrique provient des agrumes, l'acide malique est dérivé des pommes, et l'acide tartrique se trouve dans les raisins.